# Guillaume Pujolle
Guillaume Pujolle (Saint-Gaudens, 18 juin 1893 - Toulouse, 18 décembre 1971) est un peintre français d'art brut.

## Biographie
Guillaume Pujolle est ébéniste dans l’atelier de son père, puis devient en 1924, préposé aux Douanes à Metz. En 1926, il est hospitalisé pour troubles psychiques à l’asile de Cadillac, puis transféré dans l’hôpital de Braqueville à Toulouse. En 1935, son activité artistique est alors encouragée par son médecin et Guillaume Pujolle commence à dessiner.

## L'œuvre
Pujolle s’inspire d’images découpées dans des journaux et de photographies. Il fabrique lui-même ses pinceaux et se sert au début des produits pharmaceutiques trouvés à l’hôpital : teinture d’iode, bleu de méthylène, mercurochrome. Par la suite, il utilisera des encres, des crayons de couleur, des gouaches. Il réalise des dessins ainsi que  des avions ou les fusils fabriqués avec des matériaux de récupération.